# Kindernothilfe
Die Kindernothilfe ist eines der größten christlichen Hilfswerke in Deutschland. Sie setzt sich seit 1959 für Not leidende Kinder ein, aktuell in 36 Ländern Asiens, Afrikas, Lateinamerikas und Europas. Sie fördert mehr als 2,2 Millionen Kinder und ihre Familien mit nachhaltigen Entwicklungsprojekten und leistet humanitäre Hilfe. Auch in Österreich, der Schweiz und Luxemburg existieren gleichnamige Organisationen. Der deutsche Hauptsitz der Organisation ist in Duisburg-Buchholz.

## Kindernothilfe Deutschland

### Allgemeines
Die Kindernothilfe gehört zu den größten Nichtregierungsorganisationen für Entwicklungszusammenarbeit in Deutschland. Mittlerweile engagiert sie sich in Zusammenarbeit mit lokalen Partnerorganisationen in 36 Ländern Asiens, Afrikas, Europas und Lateinamerikas und fördert mehr als 2,2 Millionen Kinder und ihre Familien. Dabei leistet die Kindernothilfe neben Entwicklungsprojekten und humanitärer Hilfe in den Projektländern auch Kampagnen- und Lobbyarbeit in Deutschland. Das Spendenwerk wird von 130.506 Spenderinnen und Spendern, rund 1.000 ehrenamtlichen Mitarbeitern, der Kindernothilfe-Stiftung sowie den Kindernothilfe-Organisationen in Österreich, der Schweiz und Luxemburg unterstützt. Für den seriösen Umgang mit Spendengeldern erhält die Kindernothilfe seit 1992 das Spendensiegel des Deutschen Zentralinstituts für soziale Fragen, das ihr seitdem jährlich verliehen wird.

### Ziele
Das Ziel der Kindernothilfe ist, weltweit die Umsetzung der Rechte von Kindern und Jugendlichen voranzutreiben, um ihnen ein Leben in Würde zu ermöglichen, ohne Armut, Gewalt und Missbrauch. Die Kindernothilfe unterstützt vor allem Kinder, die von besonders gravierenden Kinderrechtsverletzungen betroffen und bedroht sind: Straßenkinder, arbeitende Jungen und Mädchen, AIDS-Waisen, sexuell missbrauchte und ausgebeutete Kinder und Kinder mit Behinderung.

### Geschichte
1959 wurde die „Aktion Hungernde“ von Christen in Duisburg gegründet, um Not leidenden Kindern in Indien zu helfen. Anfang der 1960er Jahre stieg die Anzahl der geförderten Kinder von anfangs fünf auf 255 an. Diese rapide Entwicklung führte dazu, dass die „Aktion Hungernde“ am 7. Januar 1961 zu dem eingetragenen Verein „Kindernothilfe“ weiterentwickelt wurde. In den 1960er und 1970er Jahren weitete der Verein seine Arbeit auf andere Länder aus, unter anderem auf Äthiopien, Indonesien und Brasilien. Vier Jahre später wurde die Kindernothilfe Österreich gegründet. 1999 wurde die Kindernothilfe-Stiftung gegründet. Vorsitzender des Stiftungsrats der Kindernothilfe-Stiftung ist Jürgen Weerth. 2004 folgte die Kindernothilfe Schweiz, 2013 die Kindernothilfe Luxemburg. Im Mai 2019 strahlte die ARD einen Fernsehgottesdienst zu Ehren des 60. Jubiläums der Kindernothilfe aus der Salvatorkirche in Duisburg aus, an dem Christina Rau, Sabine Heinrich, Manfred Rekowski sowie die Wuppertaler Kurrende mitwirkten.

### Arbeitsweise
Die Kindernothilfe arbeitet mit unterschiedlichen Instrumenten, um die Verwirklichung der Kinderrechte voranzutreiben. Dazu baut der Verein auf die Hilfe zur Selbsthilfe, Gemeinwesenentwicklung, Humanitäre Hilfe, Sozialarbeit sowie Kampagnen- und Lobbyarbeit. Für die Verwirklichung von Kinderrechten arbeitet die Kinderrechtsorganisation mit lokalen Partnerorganisationen und orientiert sich mit ihrem Kinderrechtsansatz vor allem an der UN-Kinderrechtskonvention.
Im Zuge ihrer Inlandsarbeit setzt sich die Kindernothilfe mit Kampagnen und Bündnisarbeit für die Belange von Kindern und Jugendlichen in Entwicklungsländern ein. Dazu wirkt der Verein auf die deutsche und internationale Entwicklungspolitik ein, berät und betreibt öffentlichkeitswirksame Aktionen und Pressearbeit. So nimmt die Kindernothilfe Einfluss auf politische Konzepte und Gesetzgebungen und auf die Finanzierung entwicklungspolitischer Vorhaben. Außerdem liegt ein großer Schwerpunkt der Inlandsarbeit in der Betreuung der Spender, Paten und ehrenamtlichen Helfer sowie in der Zusammenarbeit mit Medien. Dazu verleiht die Kindernothilfe seit 1999 jährlich den Medienpreis „Kinderrechte in der Einen Welt“ an Journalisten, die sich in ihren Beiträgen mit den Themen Kinderrechte und Kinderrechtsverletzungen befassen.
Darüber hinaus richtet sich die Kindernothilfe mit der Kampagne „Action!Kidz – Kinder gegen Kinderarbeit“ an Schüler in Deutschland.

### Arbeitsschwerpunkte
Die Kindernothilfe unterstützt in Afrika, Asien, Lateinamerika und Europa vor allem Mädchen und Jungen, die von besonders gravierenden Kinderrechtsverletzungen betroffen sind, und bekämpft die Ursachen. Zu den thematischen Schwerpunkten der In- und Auslandsarbeit der Kindernothilfe zählen daher unter anderem: Soziale, wirtschaftliche und politische Ungleichheiten, Kinderarbeit, Straßenkinder, Kinder mit Behinderung, Gewalt, Missbrauch, Frühverheiratung, Flüchtlinge, Armut, Diskriminierung, HIV und AIDS, Hygiene und Umweltschutz.

### Kinderschutz
Die Kindernothilfe fördert zahlreiche Programme zum Schutz von Kindern vor Gewalt. Basis dafür ist ihre Kinderschutz-Policy, mit der beispielsweise alle Mitarbeitenden im In- und Ausland dafür sensibilisiert werden, wie man Gewalt vorbeugen kann, wie Verdachtsfälle transparent gemeldet werden und wie mit solchen Fällen umgegangen wird. Zudem engagiert sich die Kindernothilfe in den internationalen Kindesschutz-Bündnissen Ecpat und Keeping Children Safe.

### Unterstützungsmöglichkeiten
Die Kindernothilfe hat vier Hauptförderformen. Zum einen kann eine Patenschaft für ein Kind oder ein Projekt übernommen werden. Ende 2014 führte das Hilfswerk eine neue Form der Dauerförderung ein, die nicht an ein bestimmtes Projekt oder Patenkind gebunden ist. Außerdem gibt es die Möglichkeit einer einmaligen Spende in beliebiger Höhe. Unter dem Dach der Kindernothilfe-Stiftung können Spender zudem eine eigene Stiftung, einen Stiftungsfonds oder eine Förderstiftung gründen. Außerdem unterstützen deutschlandweit rund 1000 Ehrenamtliche die Arbeit der Kindernothilfe, indem sie beispielsweise als Übersetzer arbeiten oder sich in sogenannten Arbeits- oder Freundeskreisen engagieren. Bei der Kampagne „Action!Kidz – Kinder gegen Kinderarbeit“ können sich Kinder und Jugendliche für arbeitende Jungen und Mädchen in den ärmsten Teilen der Welt einsetzen.

### Kritik
In den Projekten, die anfangs von der Kindernothilfe unterstützt wurden, wurden hauptsächlich Kindertagesstätten und Schülerwohnheime gebaut und unterhalten. Sie sollten einzelnen Kindern sowohl eine Schul- als auch eine Berufsausbildung ermöglichen. In den späten 1970er Jahren kam es vermehrt zu Kritik an solchen Patenschaftsmodellen in der Entwicklungszusammenarbeit. 1977 gab die Kindernothilfe bei dem Soziologen Alexander Thomas eine Studie in Auftrag, um das Modell der Patenschaft für die Förderung Not leidender Kinder zu überprüfen. Als Reaktion auf die Studienergebnisse beschloss das Hilfswerk, breitenwirksamere Programme zu entwickeln und zu unterstützen. Dies geschieht seitdem unter anderem mit Selbsthilfegruppen und Gemeinwesenentwicklungsprojekten, mit denen ganze Dörfer und Regionen zum Wohle der Kinder unterstützt werden.

### Kodizes
Die Arbeit der Kindernothilfe ist von verschiedenen Richtlinien und Kodizes geleitet:
- Diakonischer Corporate-Governance-Kodex
- Anti-Korruptions-Kodex der Kindernothilfe
- VENRO-Kodex „Entwicklungsbezogene Öffentlichkeitsarbeit“
- VENRO-Verhaltenskodex „Transparenz, Organisationsführung und Kontrolle“
- VENRO-Kodex „Schutz von Kindern vor Missbrauch und Ausbeutung in der Entwicklungszusammenarbeit und Humanitären Hilfe“
- Initiative „Transparente Zivilgesellschaft“

### Finanzierung
Der Verein ist dem Diakonischen Werk der Evangelischen Kirche im Rheinland angeschlossen. Er wird finanziell zu rund 80 Prozent durch Spenden getragen. 2024 hat die Kindernothilfe einen Gesamtertrag von 73,2 Millionen Euro verzeichnet. Eine ausführliche Übersicht über die Finanzierung, Erträge und Aufwendungen gibt der jeweils aktuelle Jahresbericht des Vereins.

### Bündnisse
Die Kindernothilfe engagiert sich unter anderem in folgenden Kampagnen und Bündnissen:
- Aktionsbündnis gegen AIDS
- Bündnis Entwicklung Hilft
- child rights connect
- Dialogue Works
- Deutsches Bündnis Kindersoldaten
- ECPAT Deutschland e. V. – Arbeitsgemeinschaft zum Schutz der Kinder vor sexueller Ausbeutung
- Ecumenical Advocacy Alliance
- End Violence Against Children
- Fairtrade Deutschland
- Forum Menschenrechte
- Globale Bildungskampagne
- Keeping Children Safe Coalition
- Klima-Allianz
- National Coalition Deutschland
- Transparency International
- VENRO

### Publikationen
- Jahresbericht des Vereins[2]
- Jahresbericht der Stiftung[17]
- Kindernothilfe-Magazin[18]
- Zeitschrift Kinder, Kinder[19]
- Fachpublikationen[20]
- Unterrichtsmaterial[21]
- Kirchen- und Gemeindematerial[22]
- verschiedene Studien, Broschüren, Newsletter und Flyer[23]

### Auszeichnungen
- 2025: eLearning Award: Siegerprojekt in der Kategorie Learning „Journey – Schwerpunkt Onboarding“[24]
- 2022–2025: kununu Top Company Siegel: Auszeichnung als bester Arbeitgeber auf Basis von kununu-Bewertungen[25]
- 2022–2023: Great Place to Work – Zertifizierung[26]: Auszeichnung für Unternehmen, die eine besonders positive und attraktive Arbeitsplatzkultur aufweisen
- 2021–2023: Clevis Star, Auszeichnung im Future Talents Report: 3. Platz als bester deutscher Arbeitgeber für angehende Fach- und Führungskräfte[27]
- Als Mitgründer und ehemaliger Leiter der Geschäftsstelle der Kindernothilfe wurde Lüder Lüers am 19. Februar 2022 mit dem Bundesverdienstkreuz 1. Klasse ausgezeichnet.[28] Für sein langjähriges Engagement, für sein Ehrenamt und für seinen großen persönlichen Einsatz wie zum Beispiel in Südindien wurde Lüers 2020 als bisher einzige Persönlichkeit mit der Ehrenmitgliedschaft der Kindernothilfe ausgezeichnet.

### Mitgliedschaften
- Unternehmensnetzwerk „Erfolgsfaktor Familie“:[29] In diesem Netzwerk wird Wissen entwickelt und geteilt, wie die Vereinbarkeit von Beruf und Familie im Arbeitsalltag praktisch funktionieren kann.
- Landesprogramm NRW „Vereinbarkeit Beruf & Pflege“:[30] Das Landesprogramm unterstützt dabei, die Vereinbarkeit von Beruf und Pflege für ihre Beschäftigten mit Pflegeverantwortung zu verbessern und gleichzeitig deren weitere Tätigkeit in ihrem Unternehmen als Fachkräfte zu sichern. Das Landesprogramm vernetzt Betriebe zudem mit der Pflegeinfrastruktur vor Ort.
- Charta der Vielfalt:[31] Bereits Anfang 2015 hat die Kindernothilfe die Selbstverpflichtung zur Förderung von Vielfalt und Chancengleichheit am Arbeitsplatz unterzeichnet.
- Unpaid Care Work:[32] Die Initiative setzt sich für die Anerkennung und gerechte Verteilung von unbezahlter Sorgearbeit ein, insbesondere im Hinblick auf Geschlechtergerechtigkeit und soziale Gerechtigkeit.

### Kindernothilfe-Stiftung
Im Januar 1999 wurde die Kindernothilfe-Stiftung mit Norbert Blüm als Stiftungsratsvorsitzendem gegründet. Ziel der Stiftung ist es, die Arbeit der Kindernothilfe unabhängig vom aktuellen Spendenaufkommen zu unterstützen. Das Vermögen der Stiftung und des von hier verwalteten Vermögens von 31 unselbstständigen Stiftungen (Treuhandvermögen) ist Ende 2019 auf insgesamt 48,5 Millionen Euro angewachsen.

## Weitere Kindernothilfe-Organisationen
Die Kindernothilfe ist auch seit vielen Jahren in Österreich, Luxemburg und der Schweiz aktiv. Die Kindernothilfe-Organisationen setzen sich mit dem gleichen Anliegen, Engagement und Ziel für Mädchen und Jungen in den ärmsten Ländern der Welt ein.

### Kindernothilfe Österreich
Seit ihrer Gründung 1996 ist die Kindernothilfe Österreich in 21 Ländern aktiv geworden. Mittlerweile hat sie über 3.600 Paten, die ihre Arbeit unterstützten.

### Kindernothilfe Schweiz
Die Kindernothilfe Schweiz wurde 2004 in Aarau gegründet. Seit 2019 trägt die Kindernothilfe Schweiz ein innovatives Projekt mit: Von jeder Übernachtung im Charôtel „Im Klee“ in Bern geht ein Teilbetrag an gemeinnützige Organisationen wie die Kindernothilfe.

### Kindernothilfe Luxemburg
Seit ihrer Gründung 2009 (seit Mai 2013 luxemburgische Nichtregierungsorganisation) konzentriert sich die Kindernothilfe Luxemburg mit ihrer Arbeit schwerpunktmäßig auf Kernprojekte in Malawi und Sambia.